# Banan-Kompaniet

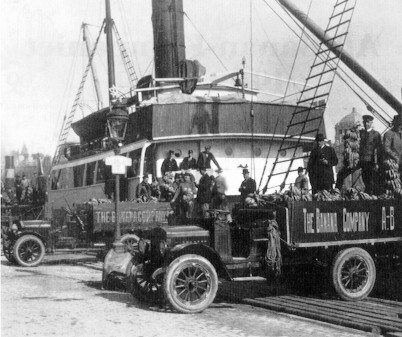
Löschen am Nybrokajen 1925

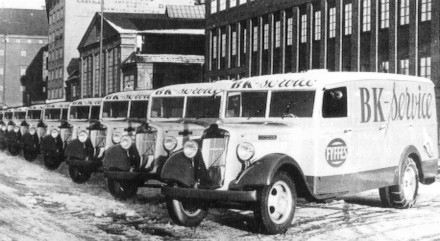
Fuhrpark von 1930

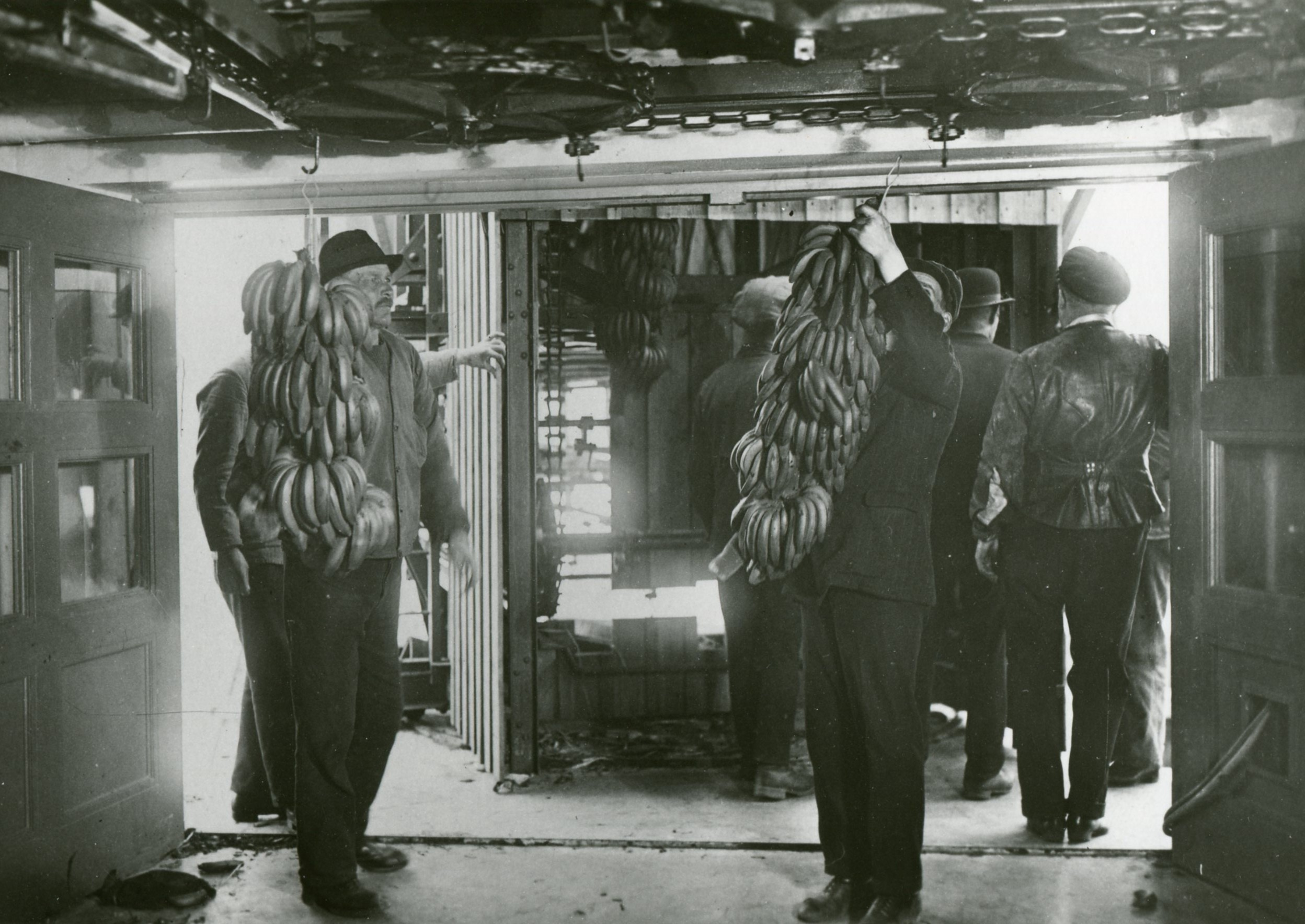
Bananstöcke werden gelöscht 1930

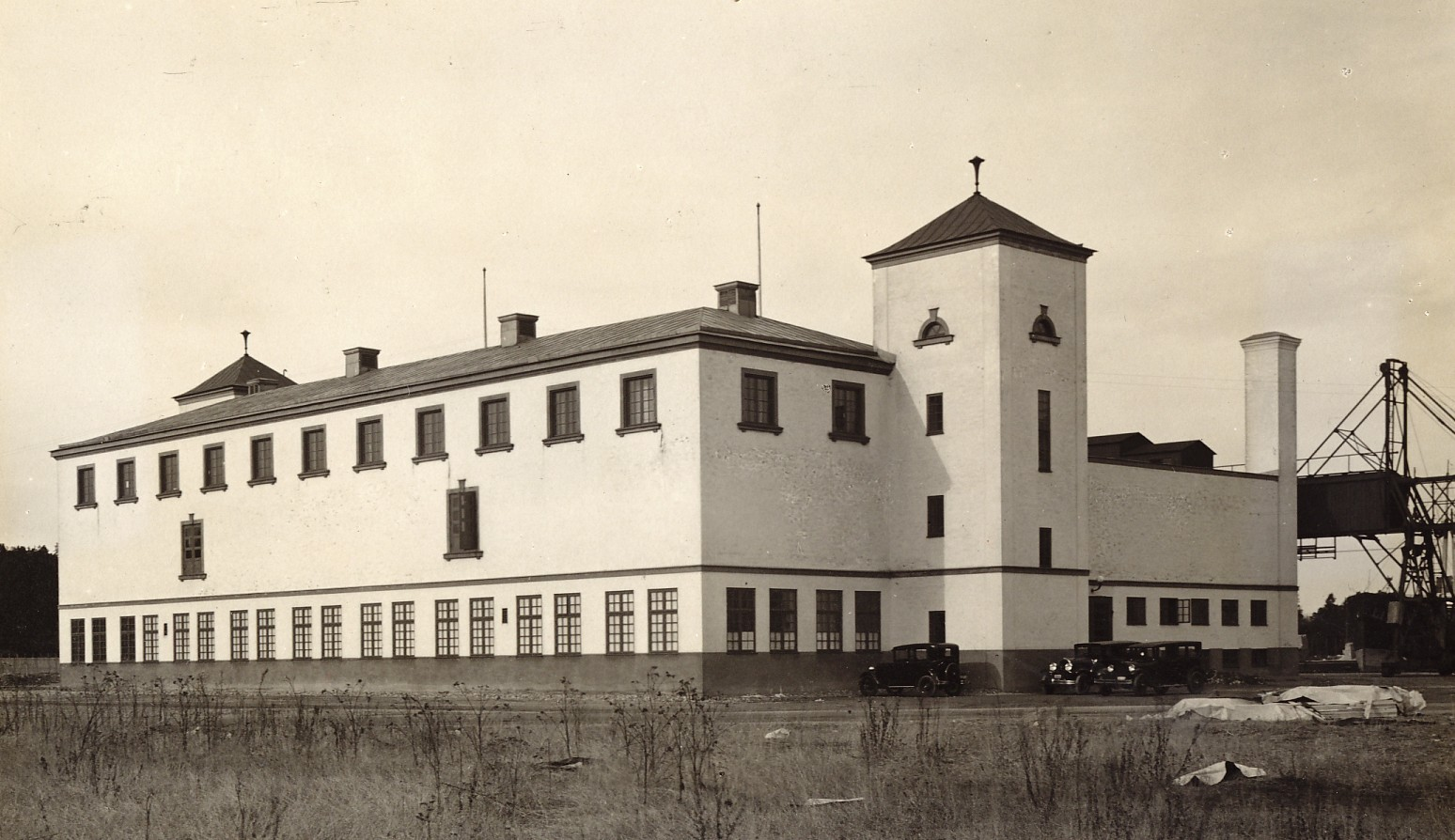
Das Haus im Freihafen 1928

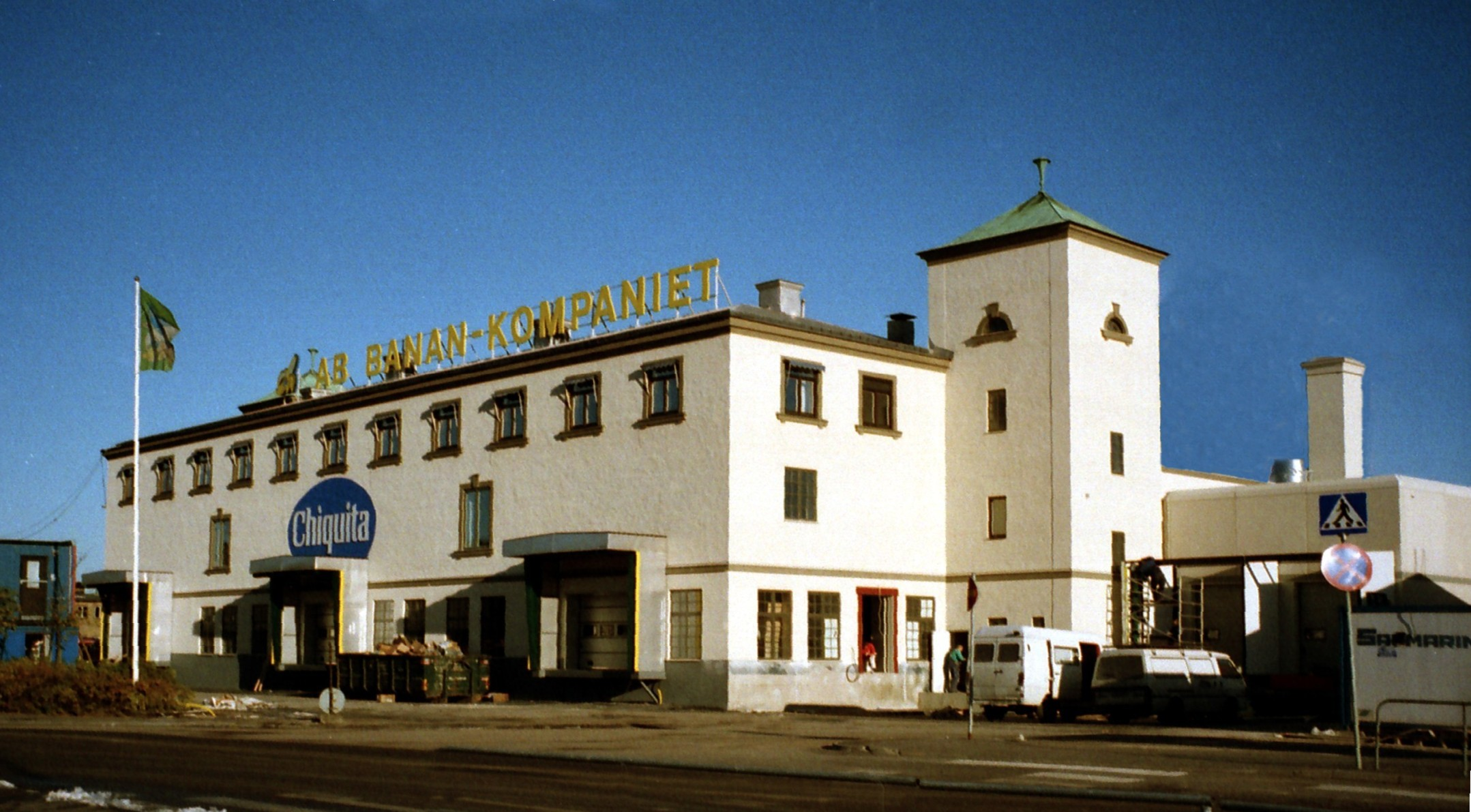
Das Haus im Freihafen 1996

AB Banan-Kompaniet ist Schwedens ältestes und Skandinaviens größtes Bananen-Unternehmen. AB Banan-Kompaniets Betätigungsfeld umfasst den Anbau, den Transport, die Reifung und die Vermarktung von Bananen in Schweden.

## Firmengeschichte vor 1945
Im Jahr 1909 wurde „The Banana Company AB“ vom Norweger Carl Mathiessen in Göteborg gegründet. Bald änderte man den Namen in „AB Banan-Kompaniet“ (Aktiengesellschaft Bananen-Kompanie), was schwedischer klang. Die Banan-Kompaniet war eines der ersten Unternehmen, das regelmäßig mit farbiger, ganzseitiger Werbung in der Wochenpresse vertreten war. Der namhafte Künstler Robert Högfeldt hatte einige davon entworfen. Anfangs wurden die Bananen am Nybrokaj in der Stockholmer Innenstadt gelöscht, das Lager lag in der Tunnelgatan, eine Querstraße zum Sveavägen.
1927 konnte das Unternehmen sein neues Gebäude im Stockholmer Freihafen einweihen. Nun hatte man direkten Zugang zu eigenen Kaianlagen und hochmoderne Bananen-Reifeboxen nach US-amerikanischer Bauart im Haus. Das Lager konnte bis an die 20.000 Bananenstöcke entgegennehmen.
Während des Zweiten Weltkrieges wurden keine Bananen nach Schweden importiert, dem Unternehmen gelang es jedoch schnell, als eines der ersten europäischen Länder, nach 1945 wieder Bananen ins Land zu bekommen.

## Firmengeschichte nach 1945
Während der 1970er- und 1980er-Jahre kamen Bananenschiffe nur noch selten in den Stockholmer Freihafen. Jetzt wurde per Bahn von europäischen Häfen angeliefert. Die Bananen kamen auch nicht mehr als Stöcke, sondern wurden gleich nach der Ernte in Kartons verpackt, in denen sie bis hin zum Eintreffen beim Einzelhändler liegen blieben. Für diese neue Distributionsform war die Anlage von 1927 nicht angepasst und auch die Reifeboxen waren unmodern und ineffektiv geworden. Da die Banan-Kompaniet aber ihren klassischen Standort im Freihafen nicht verlassen wollte, erfolgte während der Jahre 1994–1996 eine umfassende Renovierung von Gebäude und Installationen. Da das Bauwerk unter Denkmalschutz stand, wurde der Umbau in Zusammenarbeit mit dem Stockholmer Stadtmuseum durchgeführt.
Nach der Modernisierung verfügt die AB Banan-Kompaniet über 18 Reifeboxen nach dem neuesten Stand der Technik und wetterunabhängigen Lastwagen- und Eisenbahnrampen. Das Unternehmen hat insgesamt sechs Reifeanlagen in Schweden und ist seit 2005 ein Tochterunternehmen der amerikanischen Dole Food Company. Vertrieben werden aber auch Bananen der Konkurrenzfirma Chiquita.
Im Jahr 1910 konsumierte jeder Schwede durchschnittlich 0,1 Kilogramm Bananen pro Jahr, 1998 waren es etwa 17 Kilogramm. In keinem anderen Land der Welt – abgesehen von den Anbaustaaten – werden im Verhältnis zur Einwohnerzahl mehr Bananen verzehrt.